# ケプラー14b
ケプラー14b(英語:Kepler-14b)とは地球から見てこと座の方向に約980pc離れたところにある連星、ケプラー14の主星であるF型主系列星のケプラー14Aを公転している太陽系外惑星である。ケプラー14bは木星の8.4倍という大きな質量を持つが、半径は木星の1.14倍しかない。公転周期は6.79日である。この惑星はケプラーミッションにおいて発見され、2009年3月の段階でケプラー4bやケプラー8bと同時期に発見されていたが再調査なしではその発見を確たるものとすることはできなかった。ケプラーミッションの視線速度による測定のみに基づくとケプラー14が連星系である事実は分からないため、もしケプラーミッションのチームが連星系である事実に気付かなかった場合、ケプラー14bのデータはかなり杜撰になっていたと考えられる。

## 発見
NASAの探査機ケプラーは2009年3月に始動され、0.95mシュミット式望遠鏡を使用し4ヶ月以上もの間狭い範囲内の測光観測を継続的におこなった。この期間内に観測されたデータは解析の結果15万もの恒星のうち1235個の惑星の候補が見つかった。その惑星候補はいずれも主星の前を通過する現象、トランジットを周期的に起こすことが確認された。このトランジットは主星の減光によって確認できる。主星KOI-98(KOI-98は当時の名称で現在の名称はケプラー14)に見られる減光から惑星の存在は明らかであったためKOI-98はケプラーミッションにおいて早期に惑星があると報告された。これを確認するためKOI-98に関するデータは後のKepler Follow-up Programという再調査を行うプログラム宛に送られた。
2009年10月、カナリア諸島の北欧光学望遠鏡のFIESというエシェル分光器が運用され、ドップラー分光法を使った測光観測から情報を収集した。また、W・M・ケック天文台のHIRESも運用された。WIYN天文台によるスペックル・イメージングでは主星KOI-98は連星系をなすことが分かり、その解析は複雑となった。2009年11月にMMT天文台のARIES、2010年7月にパロマー天文台の200インチヘール望遠鏡に搭載されたPHARO近赤外線カメラが使用され補償光学によりWIYN天文台による発見が確認された。ケプラーが発見した惑星候補天体の中では早期に惑星であると疑われたが4b、5b、6b、7b、8bが公表されたときには含まれず、更なる調査が必要とされた。
科学者らはこのトランジットの信号が連星系内にあるかもしれない隠れた3番目の恒星から発せられたものである可能性を模索した。しかし、スペクトルの分析からその仮説は否定された。
2010年8月7日、ケプラー14連星系の重心を求めるためにスピッツァー宇宙望遠鏡のIRAC(赤外線カメラ)が使用された。得られたデータの分析によりトランジットの兆候が見られたのはこの連星系で連星系の伴星ではなく主星で起こっていることが分かった。
HIRESとFIESで収集されたデータからは主星のデータを得ることができた。視線速度を除けば主星から得られたデータはHIRESとFIESで一致していた。恒星のパラメータからケプラーミッションのチームはケプラー14bが本当に惑星であることが分かった。

## 主星
ケプラー14は連星系で2つの恒星が重心を共有してその周りを公転している。この連星系は主星ケプラー14Aと伴星ケプラー14Bで構成される。ケプラー14bの観測当初は連星系の角距離が小さいため薄暗い伴星を見つけるのは困難だった。連星系の恒星はそれぞれ重心の周囲を2800年かけて一周し、地球からは980パーセクの位置にある。
ケプラー14bの恒星は主星ケプラー14Aである。しかし連星系は非常に密接しているためケプラー14b発見当初は2つの恒星の特徴を区別することはできなかった。もしケプラー14が連星でなく1つの恒星からなっていた場合スペクトル型Fの恒星で質量が太陽の1.512倍、半径は2.048倍となっていた。連星系の視等級は12.12で肉眼では見えない。年齢は恒星の回転から22億歳と推定され、太陽よりも若い。また太陽よりも暑く表面温度は6395 Kにまで達する。金属量[Fe/H]は0.12で太陽よりも32%金属を含む。

## 特徴
| 木星 | ケプラー14b |
| ---- | ----------- |
| 木星 | Exoplanet   |

惑星ケプラー14bはケプラー14系内において発見された唯一の惑星である。ケプラー14bは連星系のうち主星ケプラー14Aを公転しており、ケプラー14Abとも言われる。推定では質量が木星の8.40倍、半径が木星の1.136倍である。質量と半径により密度は7.1 g/cm3に求まっておりかなり大きい。軌道離心率は0.035で、円軌道に近い軌道をとっている。主星を公転するには6.79日かかり、主星から0.0771 au離れた場所を公転している。
ケプラー14bの発見を報告した論文の著者はもしケプラー14が連星系であることに気付かなかったらケプラー14bの数値は極めて不正確だったであろうと言及した。また彼らは視線速度法で発見された惑星には連星系であることを考慮に入れていないものが沢山あると述べており、ケプラー14の場合、高解像度の画像からしか明確に分かる方法はなかった。もしケプラー14連星系に目立った部分が発見されなかった場合、質量は60%近く誤り、半径も10%小さくなると考えられている。